# 県村 (鳥取県)
県村（あがたそん）は、鳥取県会見郡（のち西伯郡、現・米子市）にかつて存在した村である。

## 地理
郡の中部にあり、大高、春日、五千石、大幡の4村、日野郡の八郷、日吉の2村に連る。日野川の下流平野の一端に位置する。

### 大字
- 福万 - 中福万はミノカヤ最大の地主である高田家の所在地[4]。下福万は未解放部落で、特有の習俗が残存し、明治以前には戸数が少なく、農業を営まなかった[4]。急速に人口が増加し、農家が多くなった[4]。ほとんどが高田家の小作人だった[4]。
- 河岡
- 石州府
- 日下

## 歴史

### 沿革
1889年から1957年の村の名称である。はじめは会見郡、1896年からは西伯郡に所属する。河岡村、福万村、石州府村及び日下村の区域をもって、県村が発足する。旧村の名称を継承した4大字を編成する。
敗戦後は「共産村あがた」として知られる。1957年1月1日、県村及び大高村が合併して、伯仙町が発足する。県村の4大字は伯仙町の大字に継承する。

### 事件
1922年7月、日野八郷村川堤の堰を守護する八郷村民と、それを奪って水を引こうとする県村大字日下村民とが大山山麓の河原の上で数百名入り乱れて大乱闘を起こし、殺人事件が発生した。日下村の船田貞次郎は頭に投石をうけ、昏倒し八郷村側の数名に棍棒や鍬で殴殺された。

## 経済

### 産業
重要産物は米、麦、繭、牛、馬。1930年に刊行された『市町村治績録 改訂第2版』によると農産239.287円、林産14.492円、畜産4.965円である。工産6.776円。1950年度の資料によると、面積8.22方キロ、828町歩、耕地250町歩、その内田170町歩、畑80町歩、山林原野350町歩、田の二毛作率50%で、水稲反収2.5石、裏作の大麦1.2石、畑作は麦桑蔬菜等。畜産の中心は和牛で、飼育頭数200、飼育者138人。
『大日本篤農家名鑑』によると、篤農家は中本、松本などがいた。

### 地主
地主は高田、山崎、中本、松本、大前、野坂、影山などがいた。

## 行政
村長、助役、収入役は以下の通りである。

### 村長
- 高田繁太郎[11] - 鳥取県下大地主の1人で、開墾事業等に尽くし、名望がある[1]。
- 足立健弼[2]
- 山崎有友[2]
- 中本範治[1][2]
- 松本嘉十[2]
- 松本倭重[2]
- 影山嘉重[12]
- 船木米治[13] - 共産党員村長である[6]。

### 助役
- 足立健弼[1]
- 船本儀一[2]
- 松本善治[12]

### 収入役
- 松原健一[1]
- 森田為次郎[2]
- 船越泰一[12]

## 人口
1891年の戸数281、人口1391。1930年に刊行された『市町村治績録 改訂第2版』によると戸数323、人口1665。1950年の世帯数388、人口2193。

## 地域

### 施設
宗教
- 日下神社[1]
- 下河原神社[1]
- 中原神社[1]
- 瑞仙寺[1]

教育
- 県尋常高等小学校[3]
- 県村青年学校[14]

## 出身人物
- 高田博愛（高田家12代目、金融業、地主、農業、鳥取県多額納税者）